# Etta Zuber Falconer

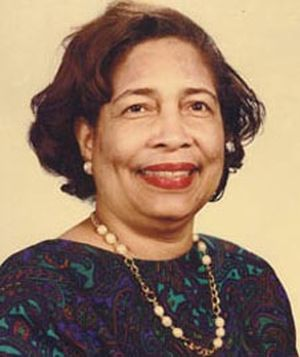
Etta Zuber Falconer

Etta Zuber Falconer (* 21. November 1933 in Tupelo, Mississippi; † 19. September 2002 in Atlanta, Georgia) war eine US-amerikanische Mathematikerin und Hochschullehrerin. Während ihrer 37-jährigen Tätigkeit am Spelman College setzte sie sich leidenschaftlich für eine Erhöhung der Anzahl afroamerikanischer Frauen in Mathematik und mathematikbezogenen Berufen ein.

## Leben und Forschung
Zuber Falconer wurde als jüngere von zwei Töchtern der Musikerin Zadie Montgomery und des Arztes Walter Zuber geboren. Sie besuchte das öffentliche Schulsystem von Tupelo und schloss ihre Schulausbildung 1949 an der Carver High School (Tupelo, Mississippi) ab. Anschließend studierte sie Mathematik mit Chemie als Nebenfach an der Fisk University in Nashville, Tennessee. Hier wurde sie unterrichtet von Lee Lorch und Evelyn Boyd Granville, einer der ersten beiden afroamerikanischen Frauen, die einen Doktortitel erhielten. Während des Studiums wurde sie in die akademische Ehrengesellschaft Phi Beta Kappa aufgenommen und schloss 1953 ihr Studium mit summa cum laude ab. 1954 erhielt sie einen  Master-Abschluss und nahm danach eine Lehrstelle am Okolona College in Okolona (Mississippi) an. Während sie dort unterrichtete, lernte sie ihren späteren Ehemann Dolan Falconer kennen, mit dem sie drei Kinder bekam. Sie unterrichtete bis 1963 am Okolona Junior College und begann gegen Ende dieses Zeitraums Sommerkurse zu besuchen. In den Sommern 1962 bis 1965 besuchte sie die University of Illinois at Urbana-Champaign und verbrachte das akademische Jahr 1964–65 am Teacher Training Institute der National Science Foundation an der University of Illinois-Champaign. Nachdem sie das Okolona Junior College verlassen hatte, unterrichtete sie weiter und nahm für das akademische Jahr 1963/64 eine Lehrstelle an der Howard High School in Chattanooga (Tennessee) an, bevor sie 1965 als Ausbilderin am Spelman College in Atlanta, Georgia, ernannt wurde. Bereits ihre Mutter hatte an diesem College studiert, was in der damaligen Zeit ungewöhnlich war. Zuber Falconer promovierte 1969 an der Emory University bei Trevor Evans mit der Dissertation: Quasi Group Identities Invariant under Isotopy. 1971 wurde sie an die Mathematikabteilung der Norfolk State University in Norfolk (Virginia) berufen. Nachdem sie das akademische Jahr 1971/72 dort verbracht hatte, kehrte sie an das Spelman College als Professorin für Mathematik und Leiterin der Mathematikabteilung zurück. 1982 wurde sie Leiterin der Abteilung für Naturwissenschaften und 1990 Fuller E Calloway-Professorin für Mathematik und Direktorin für Wissenschaftsprogramme und -politik am Spelman College. Um beim Aufbau einer Informatikabteilung zu helfen, während sie die Mathematikabteilung am Spelman College leitete, kehrte sie an die Graduiertenschule der Atlanta University zurück und erwarb 1982 einen Master of Science in Informatik. 
Sie war Gründerin der National Association of Mathematicians (NAM), die die Anliegen schwarzer Studenten und Mathematiker vertritt. Sie gründete auch das Atlanta Minority Women in Science Network. Sie erhielt 1994 den Distinguished Service Award der National Association of Mathematicians, 1995 den Louis Hay Award der Association for Women in Mathematics für Beiträge zum Mathematikunterricht, 1996 den Giants in Science Award des Quality Education for Minorities Network und eine Ehrendoktorwürde der University of Wisconsin in Madison. 2001 erhielt sie den Lifetime Mentor Award der American Association for the Advancement in der Wissenschaft. 1995 erhielt sie von der NASA 9,1 Millionen US-Dollar für das Model Institutions for Excellence-Programm, um die Infrastruktur für Naturwissenschaften und Mathematik des Colleges zu verbessern, Stipendien zu vergeben und die Anzahl und Qualität der Absolventen von Naturwissenschaften, Ingenieurwissenschaften und Mathematik zu erhöhen.
Sie ging im Mai 2002 als Professorin Emerita in den Ruhestand und starb im September 2002 an den Folgen von Bauchspeicheldrüsenkrebs.

## Mitgliedschaften
- American Association for the Advancement of Science (Fellow, 1999)
- Mathematical Association of America
- National Institute of Science
- National Science Foundation